# Endurance (schip, 1912)
De Endurance was de barkentijn waarmee Ernest Shackleton in 1914 naar Antarctica reisde in zijn poging het continent over te steken, de Endurance-expeditie. 

## Geschiedenis
De Endurance werd in 1912 te water gelaten in het Noorse Sandefjord en werd in november 1915 in de Weddellzee door het pakijs gekraakt.
Het schip was speciaal ontworpen voor arctische condities door Ole Aanderud Larsen en werd op de werf 'Framnæs' met grote zorg gebouwd en werd op 17 december 1912 onder de naam Polaris te water gelaten. Het schip was 44 m lang, 7,6 m breed en had een waterverplaatsing van 320 ton, met een enorme kiel en extra dikke huid. Behalve zeilen beschikte het schip over een 350 pk stoommachine.
Het schip werd oorspronkelijk gebouwd in opdracht van Adrien de Gerlache en Lars Christensen als vaartuig om toeristische tochten naar de Noordelijke IJszee te maken, alwaar ijsberen konden worden bejaagd, maar de opdrachtgevers kregen financiële problemen en Gerlache trok zich terug. Christensen verkocht het schip vervolgens voor 11.600 pond aan Shackleton die het Endurance ("Volharding") noemde naar het familiemotto Fortitudine vincimus, "Door volharding overwinnen wij".

### De laatste reis

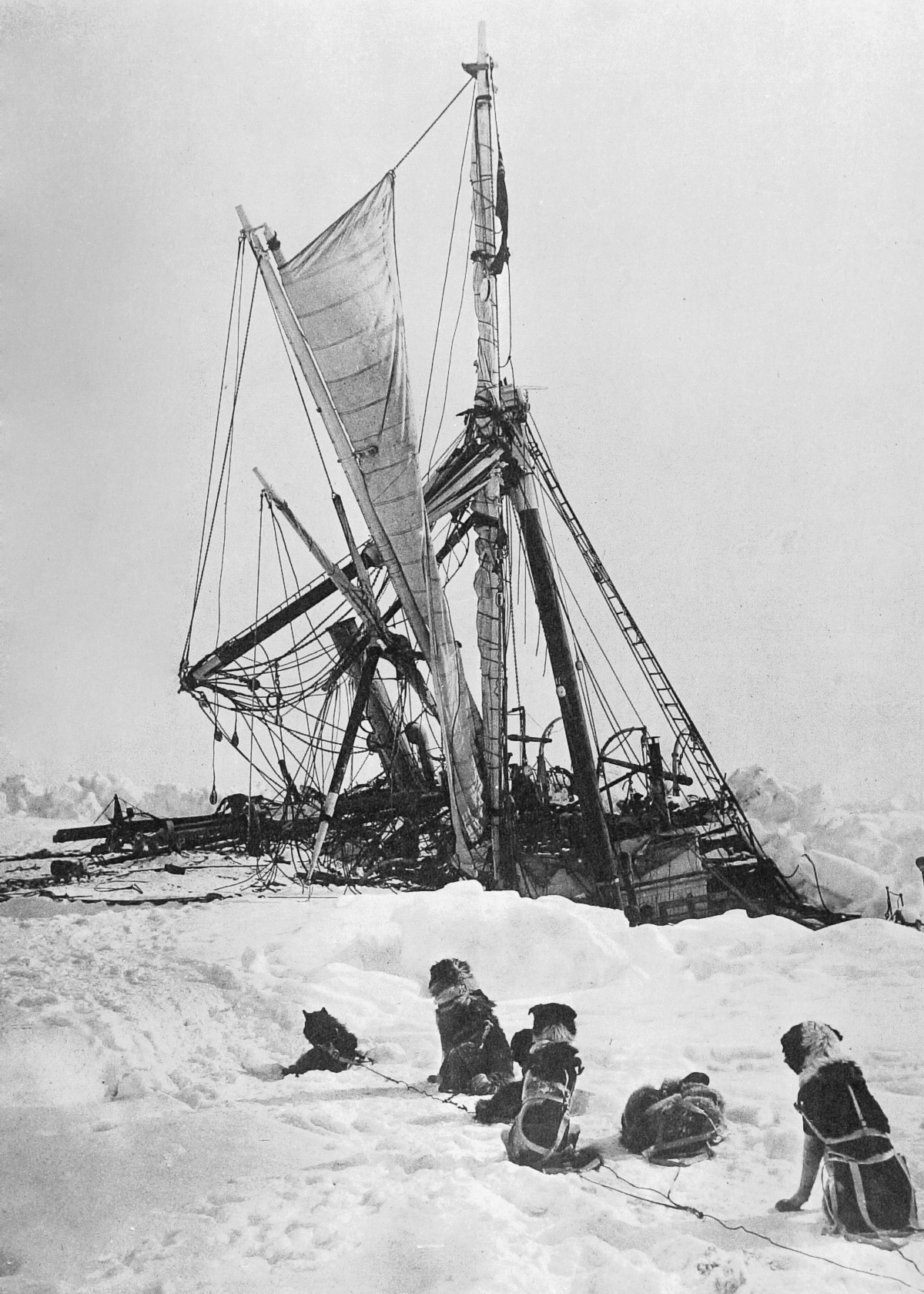
De Endurance zinkt.

De Endurance koos op 6 augustus 1914 zee vanuit Plymouth met als eerste bestemming Buenos Aires, een tocht die twee maanden duurde. Van daar zeilde ze naar het Grytviken op Zuid-Georgia.
Twee dagen nadat de Endurance Grytviken verliet op 5 december 1914, kwam het schip voor het eerst tussen het ijs terecht en werd het moeilijk een koers te vinden en het schip door het pakijs te manoeuvreren. De gemiddelde snelheid daalde tot minder dan 50 km per dag. Op 16 januari, het schip was nog zo'n 320 km verwijderd van de Vahselbaai, waar de expeditie aan land zou gaan, stak een storm op die alle voortgang onmogelijk maakte, en de Endurance zocht aan de lijzijde van een ijsberg beschutting. Na een paar dagen leek de storm af te zwakken en de Endurance hernam haar koers en voer urenlang voorzichtig door het drijfijs en kwam vast te zitten in het ijs dat door de storm naar een kant van de Weddellzee werd geblazen.
De Endurance deed haar naam eer aan en bleef nog maandenlang intact, vastgevroren in het ijs, maar bezweek op 15 oktober 1915 aan de toenemende druk van het ijs. Het schip zonk uiteindelijk op 21 november van hetzelfde jaar.

### Wrak
In maart 2022 werd het wrak door onderzoekers van een Britse expeditie in opmerkelijk goede staat aangetroffen op de bodem van de Weddellzee, op 3.008 meter diepte.

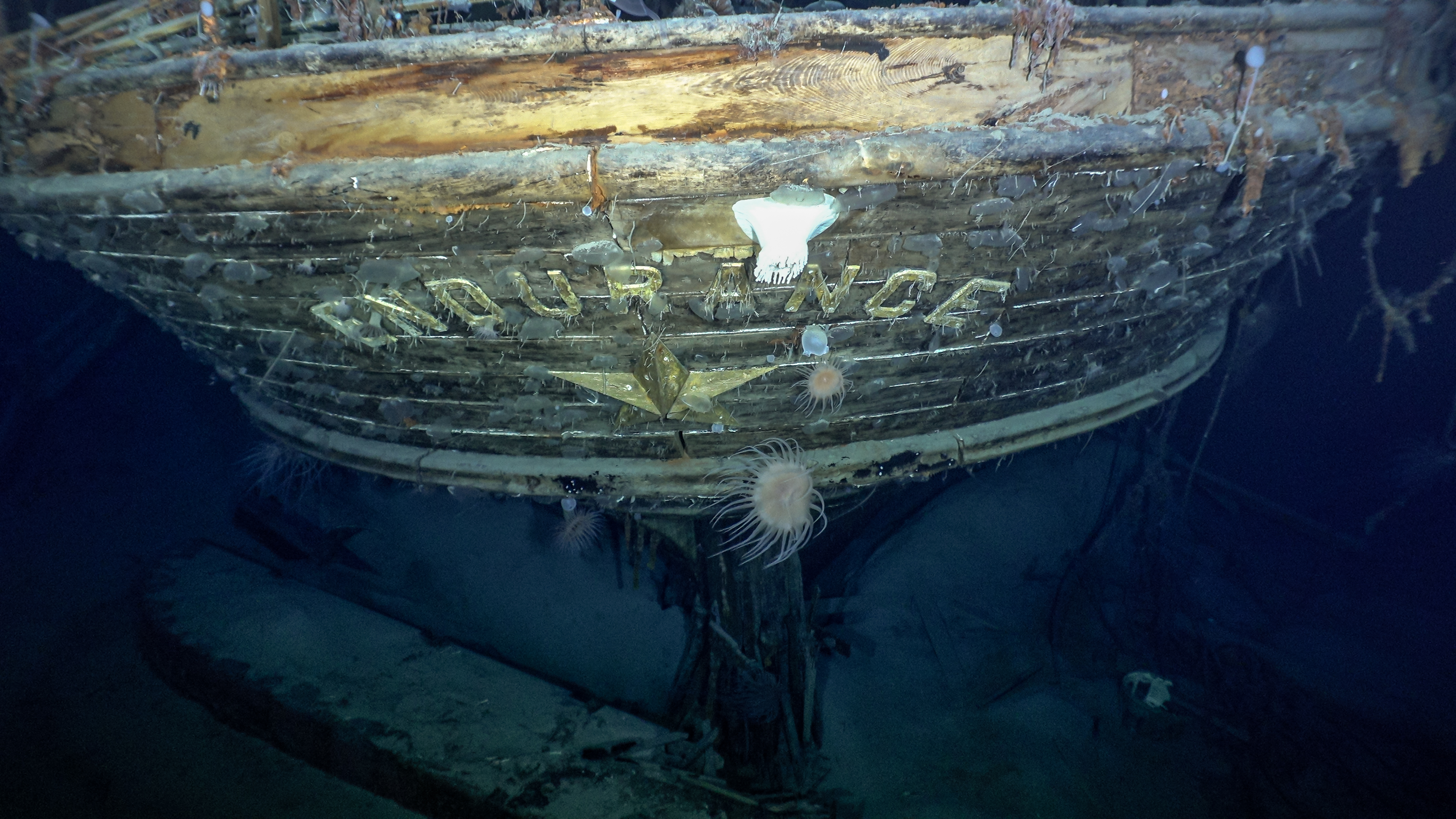
Het teruggevonden wrak in maart 2022